# At-large congresdistrict van Wyoming

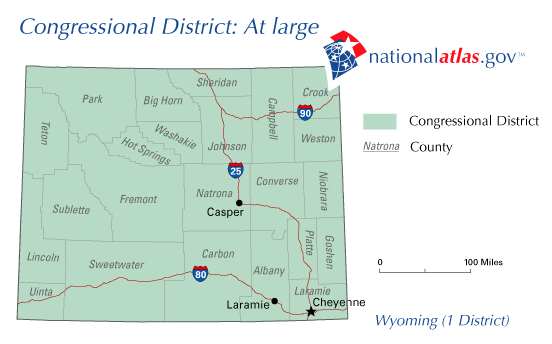
Het congresdistrict bestaat uit de hele staat Wyoming

Het at-large congresdistrict van Wyoming is een congresdistrict voor het Amerikaanse Huis van Afgevaardigden. Het omvat de hele staat Wyoming. Het is een van de congresdistricten die een hele staat vertegenwoordigt. Qua oppervlakte is het district het derde congresdistrict van de Verenigde Staten. 
Het district werd gecreëerd toen Wyoming een staat werd op 10 juli 1890. Sindsdien heeft de staat altijd één kiesdistrict gehad.
Liz Cheney van de Republikeinse Partij is sinds 2017 het lid van het Huis van Afgevaardigden voor het at-large congresdistrict van Wyoming.

## Kiezers
| Partijregistratie (21-12-2012) | Partijregistratie (21-12-2012) | Partijregistratie (21-12-2012) | Partijregistratie (21-12-2012) |
| Partij                         | Partij                         | Kiezers                        | Percentage                     |
| ------------------------------ | ------------------------------ | ------------------------------ | ------------------------------ |
|                                | Democratische Partij           | 58,618                         | 21.01%                         |
|                                | Republikeinse Partij           | 179,609                        | 64.37%                         |
|                                | Kleinere partijen              | 2,442                          | 0.88%                          |
|                                | Onverbonden                    | 38,369                         | 13.75%                         |
| Totaal                         | Totaal                         | 279,038                        | 100%                           |

## Presidentsverkiezingen
| Jaar | Resultaten                             | Winnende partij | Winnende partij      |
| ---- | -------------------------------------- | --------------- | -------------------- |
| 2000 | George W. Bush 69% - 28% Al Gore       |                 | Republikeinse Partij |
| 2004 | George W. Bush 69% - 29% John Kerry    |                 | Republikeinse Partij |
| 2008 | John McCain 65% - 33% Barack Obama     |                 | Republikeinse Partij |
| 2012 | Mitt Romney 69% - 28% - Barack Obama   |                 | Republikeinse Partij |
| 2016 | Donald Trump 67% - 22% Hillary Clinton |                 | Republikeinse Partij |

## Lid van het Huis van Afgevaardigden (1955–heden)
| Lid van het Huis van Afgevaardigden | Lid van het Huis van Afgevaardigden | Lid van het Huis van Afgevaardigden    | Ambtstermijn   | Ambtstermijn     | Partij(en) | Verkiezing(en) | Opmerking(en)                                                                                       |
| ----------------------------------- | ----------------------------------- | -------------------------------------- | -------------- | ---------------- | ---------- | -------------- | --------------------------------------------------------------------------------------------------- |
|                                     | Keith Thomson                       | Keith Thomson (1919–1960)              | 3 januari 1955 | 9 december 1960  | R          | 1954           | |
| 1956                                | Keith Thomson                       | Keith Thomson (1919–1960)              | 3 januari 1955 | 9 december 1960  | R          |                | |
| 1958                                | Keith Thomson                       | Keith Thomson (1919–1960)              | 3 januari 1955 | 9 december 1960  | R          |                | |
|                                     | William Henry Harrison III          | William Henry Harrison III (1896–1990) | 3 januari 1961 | 3 januari 1965   | R          | 1960           | |
| 1962                                | William Henry Harrison III          | William Henry Harrison III (1896–1990) | 3 januari 1961 | 3 januari 1965   | R          |                | |
|                                     | Teno Roncalio                       | Teno Roncalio (1916–2003)              | 3 januari 1965 | 3 januari 1967   | D          | 1964           | |
|                                     | William Henry Harrison III          | William Henry Harrison III (1896–1990) | 3 januari 1967 | 3 januari 1969   | R          | 1966           | |
|                                     | John Wold                           | John Wold (1916–2017)                  | 3 januari 1969 | 3 januari 1971   | R          | 1968           | |
|                                     | Teno Roncalio                       | Teno Roncalio (1916–2003)              | 3 januari 1971 | 30 december 1978 | D          | 1970           | |
| 1972                                | Teno Roncalio                       | Teno Roncalio (1916–2003)              | 3 januari 1971 | 30 december 1978 | D          |                | |
| 1974                                | Teno Roncalio                       | Teno Roncalio (1916–2003)              | 3 januari 1971 | 30 december 1978 | D          |                | |
| 1976                                | Teno Roncalio                       | Teno Roncalio (1916–2003)              | 3 januari 1971 | 30 december 1978 | D          |                | |
|                                     | Dick Cheney                         | Dick Cheney (1941)                     | 3 januari 1979 | 20 maart 1989    | R          | 1978           | Stafchef van het Witte Huis (1975–1977) Minister van Defensie (1989–1993) Vicepresident (2001–2009) |
| 1980                                | Dick Cheney                         | Dick Cheney (1941)                     | 3 januari 1979 | 20 maart 1989    | R          |                | Stafchef van het Witte Huis (1975–1977) Minister van Defensie (1989–1993) Vicepresident (2001–2009) |
| 1982                                | Dick Cheney                         | Dick Cheney (1941)                     | 3 januari 1979 | 20 maart 1989    | R          |                | Stafchef van het Witte Huis (1975–1977) Minister van Defensie (1989–1993) Vicepresident (2001–2009) |
| 1984                                | Dick Cheney                         | Dick Cheney (1941)                     | 3 januari 1979 | 20 maart 1989    | R          |                | Stafchef van het Witte Huis (1975–1977) Minister van Defensie (1989–1993) Vicepresident (2001–2009) |
| 1986                                | Dick Cheney                         | Dick Cheney (1941)                     | 3 januari 1979 | 20 maart 1989    | R          |                | Stafchef van het Witte Huis (1975–1977) Minister van Defensie (1989–1993) Vicepresident (2001–2009) |
| 1988                                | Dick Cheney                         | Dick Cheney (1941)                     | 3 januari 1979 | 20 maart 1989    | R          |                | Stafchef van het Witte Huis (1975–1977) Minister van Defensie (1989–1993) Vicepresident (2001–2009) |
|                                     | Craig Thomas                        | Craig Thomas (1933–2007)               | 25 april 1989  | 3 januari 1995   | R          | 1989           | Senator (1995–2007)                                                                                 |
| 1990                                | Craig Thomas                        | Craig Thomas (1933–2007)               | 25 april 1989  | 3 januari 1995   | R          |                | Senator (1995–2007)                                                                                 |
| 1992                                | Craig Thomas                        | Craig Thomas (1933–2007)               | 25 april 1989  | 3 januari 1995   | R          |                | Senator (1995–2007)                                                                                 |
|                                     | Barbara Cubin                       | Barbara Cubin (1946)                   | 3 januari 1995 | 3 januari 2009   | R          | 1994           | |
| 1996                                | Barbara Cubin                       | Barbara Cubin (1946)                   | 3 januari 1995 | 3 januari 2009   | R          |                | |
| 1998                                | Barbara Cubin                       | Barbara Cubin (1946)                   | 3 januari 1995 | 3 januari 2009   | R          |                | |
| 2000                                | Barbara Cubin                       | Barbara Cubin (1946)                   | 3 januari 1995 | 3 januari 2009   | R          |                | |
| 2002                                | Barbara Cubin                       | Barbara Cubin (1946)                   | 3 januari 1995 | 3 januari 2009   | R          |                | |
| 2004                                | Barbara Cubin                       | Barbara Cubin (1946)                   | 3 januari 1995 | 3 januari 2009   | R          |                | |
| 2006                                | Barbara Cubin                       | Barbara Cubin (1946)                   | 3 januari 1995 | 3 januari 2009   | R          |                | |
|                                     | Cynthia Lummis                      | Cynthia Lummis (1954)                  | 3 januari 2009 | 3 januari 2017   | R          | 2008           | Senator (2021–heden)                                                                                |
| 2010                                | Cynthia Lummis                      | Cynthia Lummis (1954)                  | 3 januari 2009 | 3 januari 2017   | R          |                | Senator (2021–heden)                                                                                |
| 2012                                | Cynthia Lummis                      | Cynthia Lummis (1954)                  | 3 januari 2009 | 3 januari 2017   | R          |                | Senator (2021–heden)                                                                                |
| 2014                                | Cynthia Lummis                      | Cynthia Lummis (1954)                  | 3 januari 2009 | 3 januari 2017   | R          |                | Senator (2021–heden)                                                                                |
|                                     | Liz Cheney                          | Liz Cheney (1966)                      | 3 januari 2017 | 3 januari 2023   | R          | 2016           | Dochter van Dick Cheney                                                                             |
| 2018                                | Liz Cheney                          | Liz Cheney (1966)                      | 3 januari 2017 | 3 januari 2023   | R          |                | Dochter van Dick Cheney                                                                             |
| 2020                                | Liz Cheney                          | Liz Cheney (1966)                      | 3 januari 2017 | 3 januari 2023   | R          |                | Dochter van Dick Cheney                                                                             |
|                                     | Harriet Hageman                     | Harriet Hageman (1962)                 | 3 januari 2023 | heden            | R          | 2022           | |
| 2024                                | Harriet Hageman                     | Harriet Hageman (1962)                 | 3 januari 2023 | heden            | R          |                | |